# Casabianca (Colombia)
Casabianca è un comune della Colombia facente parte del dipartimento di Tolima.
L'abitato venne fondato da Diego Viana, Ramon Ceballos, Justiniano Cruz e Ignacio Niño nel 1866, mentre l'istituzione del comune è dell'11 aprile 1888.